# Hans Eskilsson
Hans Vimmo Eskilsson (Östersund, 23 gennaio 1966) è un ex calciatore e allenatore di calcio svedese, di ruolo attaccante.

## Biografia
È marito dell'ex calciatrice Malin Swedberg e padre del centrocampista Williot Swedberg.

## Carriera
Nel corso della sua carriera ventennale da calciatore ha disputato 168 partite in Allsvenskan, realizzando 19 gol. Ha giocato anche all'estero con tre squadre portoghesi (Sporting Lisbona, Braga ed Estoril) e con gli scozzesi dell'Hearts.
Il 21 dicembre 1988, in occasione della partita di Taça de Portugal tra Sporting e Alhandra vinta per 11-0, Eskilsson mise a segno cinque reti.

## Palmarès

### Giocatore

#### Competizioni nazionali
- Allsvenskan: 1

Hammarby: 2001